# Moscow Racer: Avtolegendy SSSR
Moscow Racer: Avtolegendy SSSR es un videojuego de carreras desarrollado por iRS Games y publicado por Akella para Microsoft Windows. Fue lanzado el 15 de diciembre de 2010. Es la secuela de Moscow Racer.

## Jugabilidad
El jugador tiene que participar en carreras a lo largo de las concurridas calles de Moscú con seis rutas en total conduciendo autos clásicos de la URSS. Hay dos modos de juego: Carrera única y Crucero, donde el jugador puede conducir sin competidores. Es posible guardar repeticiones y verlas más tarde.